# آرمین جاگر
آرمین جاگر (انگلیسی: Armin Jäger؛ زادهٔ ۱۹ سپتامبر ۱۹۶۲) بازیکن فوتبال سابق اهل آلمان است که به عنوان دروازه‌بان بازی می‌کرد.
از باشگاه‌هایی که در آن بازی کرده‌است می‌توان به باشگاه فوتبال اشتوتگارت اشاره کرد.